# Bible moralisée de Vienne 2554
Ne doit pas être confondu avec Bible moralisée de Vienne 1179.
La Bible moralisée dite de Vienne est une bible moralisée enluminée datant de la première moitié du XIIIe siècle conservée à la Bibliothèque nationale autrichienne sous la cote Cod.2554. Entièrement rédigée en français, elle a été réalisée pour un commanditaire de la famille royale de France. Elle ne doit pas être confondue avec une autre bible moralisée conservé par la même bibliothèque sous la cote 1179.

## Historique
Selon l'historien de l'art anglais John Lowden, le manuscrit aurait été réalisé pour la reine de France Blanche de Castille, mais cette hypothèse reste discutée, sans doute à Paris. Il daterait des années 1215-1230 ou alors des années 1225-1249. Pour plusieurs historiens (dont Lowden), il s'agirait du manuscrit de la bible moralisée le plus ancien encore existant, à moins que le manuscrit 1179 de Vienne ne le précède de quelques années (selon Guest).
Au milieu du XVIe siècle, le manuscrit appartient sans doute à une famille lorraine : plusieurs blasons provenant de cette région représentés sur un folio le rappellent. En 1783, le manuscrit est acquis par la bibliothèque royale de Vienne avec le reste du fonds d'un couvent. Il est saisi par les armées napoléonienne en 1809 mais restitué en 1815.

## Description
Le manuscrit est une bible moralisée : elle consiste en la représentation de scènes de l'Ancien Testament mises au regard avec des scènes du Nouveau Testament, à raison de 8 scènes par page.
Plusieurs éléments distinguent ce manuscrit des autres bibles moralisées :
- c'est le seul entièrement écrit en langue vulgaire
- ses miniatures sont groupées au centre de la page en deux colonnes entourées de deux colonnes de textes
- les miniatures sont à lire de gauche à droite puis de haut en bas et non l'inverse, le tout regroupé par groupe de quatre miniatures.

Sur le verso du folio 1, se trouve une miniature pleine page représentant Dieu, courbé sur un globe terrestre un compas à la main, symbolisant l'architecte de l'univers. Elle est surmontée du texte : « Ici crie Dex ciel et terre, soleil et lune et toz elemenz », évoquant le quatrième jour de la création dans le livre de la Genèse.